# Trichorhina buchnerorum
Trichorhina buchnerorum là một loài chân đều trong họ Platyarthridae. Loài này được Verhoeff miêu tả khoa học năm 1941.